# Quetzala Blanco
Quetzala Blanco, född 30 maj 1984 på Södermalm i Stockholm, är en svensk journalist. 
Quetzala Blanco har tidigare arbetat för bland annat Nöjesguiden, Bomben och Sonic, samt mellan 2005 och 2008 som krönikör och skivrecensent på Expressen och redaktör på Veckorevyn. Sedan 2008 är Quetzalas Blanco nöjesreporter på den nätbaserade kvällstidningen Nyheter24, där hon även driver en blogg. Mellan 2013 och 2019 drev hon relationspodden Ihop med Josefin tillsammans med Josefin Crafoord.